# Splatter (revista)
Splatter fue una revista de cómic italiana, publicada por Acme S. R. L. entre 1989 y 1991, con 24 números. Ese último año, empezó a ser editada también en España por Ediciones Makoki. Ambas incidían en un terror cercano al gore con la exhibición exagerada de sangre y vísceras.

## La versión española: 04/1991-
Además de fumetti importados, la edición española de "Splatter" (dirigida por Damián Carulla) acogió material de producción propia, como "Iván Piire" de Carlos Trillo y Jordi Bernet.
| Años    | Números | Título       | Guionista        | Dibujante      |
| ------- | ------- | ------------ | ---------------- | -------------- |
| 04/1991 | 1       | Augurio      | Felipe Borrallo  | Das Pastoras   |
| 04/1991 | 1       | Self-Service | Beppe Fernandino | Bruno Brindisi |
| 04/1991 | 1       | Supermarket  | Moreno           | Moreno         |
| 04/1991 | 1-5     | Iván Piire   | Carlos Trillo    | Jordi Bernet   |